# Systems in Blue
Systems In Blue é um grupo pop originário da Alemanha, cujos integrantes atuais são os cantores Michael Scholz e Detlef Wiedeke. Inicialmente, Rolf Köhler e Thomas Widrat também faziam parte do grupo, sendo que este último, apenas produzia e compunha.
Rolf, Michael e Detlef começaram suas carreiras musicais no início dos anos 60 trabalhando em diferentes grupos. Nos anos subsequentes (décadas de 70 e 80), foram músicos de estúdio em diversos projectos musicais. Eles são mais conhecidos por sua importante colaboração como cantores de coro na dupla pop alemã Modern Talking, entre os anos de 1984 e 1987, e novamente entre 1998 e 2000, e para o Blue System, de 1987 até 1997.

## História

### Formação
Em 2003, em conjunto com o letrista e produtor Thomas Widrat, foi fundado o projecto musical Systems In Blue. O primeiro single, chamado Magic Mystery, foi lançado em 22 de março de 2004, alcançando o TOP 100 da Amazon, e subiu até a 12ª posição no Maxi-Charts. No “European Dance Charts” o single alcançou a primeira posição. Depois de mudar de selo e mais dois singles, o primeiro álbum, Point Of No Return, foi lançado em 20 de setembro de 2005. Também houve lançamentos especiais, como homenagens à canções do Blue System. Nessa linha, pode-se enquadrar os singles Magic Mystery (homenagem à Magic Symphony - Blue System, 1987), System In Blue (Déjà Vu - Blue System, 1991) e Sexy Ann (Don’t Do That - Blue System, 1997).

### Morte de Rolf Köhler
Em setembro de 2007, o vocalista principal Rolf Köhler sofreu um derrame e faleceu pouco depois, com 56 anos de idade. Os fãs chocaram-se com a notícia, porém em 2008, Michael Scholz e Detlef Wiedeck voltaram com o single Dr. No, e então com o álbum Out Of The Blue. Eles também realizaram o álbum em que estavam trabalhando com o cantor alemão Mark Ashley, Heartbreak Boulevard, lançado em maio de 2008 e foi considerado o mais próximo do estilo do Modern Talking.
Rolf Köhler trabalhou para vários artistas, tais como Blonker, Uriah Heep, Blind Guardian, Helloween, Grave Digger, Gamma Ray, Iron Savior, Savage Circus, Mephistopheles e Kin Ping Meh (com Geff Harrison), entre outros.

### Systems In Blue hoje
Michael Scholz ocupa o lugar de vocalista durante as apresentações ao vivo e o Systems In Blue continua produzindo novas canções para outros cantores, mantendo sua marca e som na medida do possível.
Em janeiro de 2013, foi anunciado o projecto Skynight Avenue, no qual o ex-produtor Thomas Widrat voltou a trabalhar juntamente com Scholz e Wiedeke para produzir a canção Eppur Si Muove, lançada em edições limitadas como single e tendo Michael Scholz como vocalista. No geral, este single conseguiu um relativo sucesso, apesar das grandes restrições de acesso, ficando entre os cinco primeiros das paradas da Eurodance.

### Ação judicial
Em 2001, os músicos moveram uma ação judicial contra BMG porque sentiram que não foram devidamente compensados por seu trabalho nas produções de Dieter Bohlen, como Modern Talking, Blue System, C.C. Catch, Nino de Angelo, Chris Norman, Thomas Forstner, entre outros. O assunto foi resolvido fora da corte, fazendo com que a BMG Berlin confirmasse que esses músicos de estúdio contribuíram para o coro original das canções do Blue System e Modern Talking (exceto os álbuns America, Victory e Universe) e que todas as vozes foram então misturadas e multiplicadas electronicamente para conseguir o típico som das vozes de alta frequência. Além disso, havia evidência suficiente para afirmar que eles estiveram envolvidos não apenas com suas vozes para o coro, mas também fazendo os arranjos para muitas das produções de Bohlen.

## Discografia

### Álbuns
- 2005: Point Of No Return
- 2008: Out Of The Blue
- 2009: Heaven & Hell - The Mixes

### Singles
- 2004: Magic Mistery
- 2004: Winner
- 2005: Point Of No Return
- 2006: 1001 Nights
- 2006: Give A Little Sweet Love (feat. Mark Ashley)
- 2007: Voodoo Queen
- 2008: Dr. No
- 2009: System In Blue